# 鈴木宗男
鈴木 宗男（すずき むねお、1948年〈昭和23年〉1月31日 - ）は、日本の政治家。自由民主党所属の参議院議員（2期）。地域政党新党大地代表。
北海道開発庁長官（第66代）、沖縄開発庁長官（第35代）、沖縄担当大臣（第2次橋本改造内閣）、内閣官房副長官（小渕内閣・小渕第1次改造内閣）、防衛政務次官（宇野内閣・第1次海部内閣・宮澤改造内閣）、外務政務次官（第2次海部改造内閣）、参議院懲罰委員長、同沖縄及び北方問題に関する特別委員長、衆議院外務委員長、同議院運営委員長、同沖縄及び北方問題に関する特別委員長、衆議院議員（8期）、日本維新の会国会議員団副代表、同北海道総支部代表、自由民主党総務局長、同副幹事長、同国防部会長などを歴任。

## 概要
北海道開発庁長官（第66代）、沖縄開発庁長官（第35代）、内閣官房副長官（小渕内閣・小渕第1次改造内閣）などを歴任した。また、ロシアと深い関係を持ち、国後島の「日本人とロシア人の友好の家」の建設に関わった。
2002年の国後島ディーゼル発電施設事件など様々な汚職である鈴木宗男事件において逮捕されたことにより、自民党を離党し、2005年には新党大地を立ち上げ、同年9月の衆院選で国政に復帰。
2009年8月の衆院選でも当選し、最高裁に上告していたが、2010年9月7日付で上告が棄却され、異議申し立ても9月15日付で退けられたため、懲役2年・追徴金1100万円の実刑が確定し、9月16日に議員退職および衆院外務委員長を退職、1年間収監された。
2019年の参議院選挙で参議院比例区に日本維新の会から立候補し当選、9年ぶりに国政復帰を果たした。
元新党大地・民主党議員で、現自民党衆議院議員の鈴木貴子は長女。

## 来歴
1948年（昭和23年）1月31日、北海道中川郡西足寄村（現：足寄郡足寄町）大誉地で、農家の次男として出生した。
1966年（昭和41年）3月、北海道足寄高等学校卒業。同年4月、拓殖大学政経学部に入学。
1968年（昭和43年）7月の参議院議員選挙の全国区に石原慎太郎が自由民主党公認で立候補した際、鈴木は石原の選挙参謀の飯島清との縁により、陣営で手伝をした。
1969年（昭和44年）9月、大学在学中に、十勝支庁広尾郡広尾町出身で、保守系がひしめいていた旧北海道5区選出の中川一郎衆議院議員の秘書を務める。1970年（昭和45年）3月、卒業。

### 自由民主党時代

#### 中川昭一との対立・当選による追加公認
総裁選後間もない1983年（昭和58年）1月9日、中川が札幌パークホテル10階1022号室バスルームにて死去（当初死因は「急性心筋梗塞」と発表も、2日後に「自殺」に訂正）。
同年12月、第37回衆議院議員総選挙で中川が生前に立候補していた中選挙区時代の北海道5区（定数5）から、自民党の公認を得られず保守系無所属で立候補。9人立候補者がいたが、自民党の公認を得た中川の長男である昭一（一位当選）と骨肉の争いを演じ、激戦の末4位で35歳で初当選（当選同期には田中直紀・熊谷弘・二階俊博・野呂田芳成・衛藤征士郎・金子原二郎・田中秀征・尾身幸次・北川正恭・町村信孝・自見庄三郎・大島理森・野呂昭彦・甘利明など）。初当選後、自民党の中曽根康弘総裁から追加公認され、自民党に入党した。
魚住昭の『渡邉恒雄 メディアと権力』（講談社）によると、昭一が立候補していたため、読売新聞グループの渡邉に立候補を断念するよう迫られ、鈴木が断るとマスメディアに大々的に鈴木批判の記事が掲載されたという。また、同書によれば、鈴木側は「中川先生は世襲に否定的であった」という大義を下に出馬を決断したとしている。
中選挙区時代の北海道5区は、定数5に対し、日本社会党が（単独推薦を含め）最後まで3人の候補を立て続けた唯一の選挙区（3人当選する場合もあった）であった。社会党は3人に地盤を三分させ、釧路市を地盤にした候補には岡田利春がいた。昭一との遺恨、自ら「中川一郎先生の応援をえて最年少道議として政界デビュー」と語る保守系無所属の武部勤の参戦もあって、毎回自民3候補（鈴木が当選してからは4候補）対社会党3候補の激戦が、日本一面積の広い選挙区（都道府県面積第2位の岩手県よりも広く、四国一島に相当）で繰り広げられた。
1989年（平成元年）6月に宇野内閣で防衛政務次官に就任。同年8月の第1次海部内閣で防衛政務次官2期目を務める。

#### 小渕派入会
当選後はしばらく無派閥を続けていたが、同じ旧北海道5区選出で経世会所属であった北村直人が羽田孜・小沢一郎らと改革フォーラム21を旗揚げし更に集団離党で新生党を結成。鈴木は北村が離脱した1993年に経世会（小渕派）に加入。加入以前より田中派→竹下登派幹部の金丸信を、金丸信の引退後は当選回数の近い衆議院議員である野中広務を師と仰ぎ、「野中・鈴木ライン」で政界を叩き上げた。叩き上げの手法の中には、大蔵省への陳情の際に北勝海を同席させたり、リクルート事件で竹下登が辞意を表明した後に後継総裁選定が難航した際に、早くから宇野宗佑が後継であると断言するなど、従来の政治家の常識を超えた行動が目立っていた。
同年6月に宮澤改造内閣で防衛政務次官3期目。
1996年の小選挙区制導入で旧5区は11区（十勝支庁）、12区（網走支庁・その後区域変更）、13区（釧路支庁・根室支庁、現在は「7区」に区域名変更）に分割され、11区は中川、12区は武部の地盤となった。13区は北村の地盤であったが、北村自身は最大野党新進党の結党に参加していた。鈴木は自民党候補者が不在となっていた13区に国替えした。
鈴木にとって中選挙区時代から小選挙区移行後の今日でも十勝支庁は地盤として強固であったが、国替えに伴い、それまで縁の薄かった釧路市に家を構えたことに関し、嫌悪感を持った釧路市民も多いと伝えられる。国替え直後の総選挙では、釧路市を大票田とする北海道13区では自民党を離れながらも酪農業を中心に保守層を押さえた北村に敗れ、重複立候補していた比例代表北海道ブロックで復活当選した。
選挙区の国替え後、基本的には十勝支庁の土建業者の支持を中心に受けつつ、補助的には自民党代議士が永く不在なため基盤整備の遅れた道東の中心都市・釧路市を含む釧根（釧路支庁・根室支庁）、特にこれまで独自の国会議員を持ったことがない根室支庁では建設業界に支持が根強い。ライバルの北村が酪農家を地盤としたのに対し、鈴木は岡田利春の基盤であった漁業関連へと食い込み、「海関連」で強固な人脈を築いた。

#### 初入閣

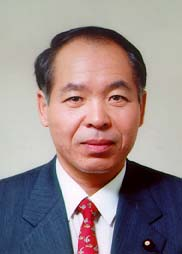
北海道開発庁長官・沖縄開発庁長官就任に際し公表された肖像写真

1997年9月発足の第2次橋本改造内閣に北海道開発庁長官・沖縄開発庁長官として、49歳の時に初入閣。1998年6月には現職閣僚として初めて国後、択捉両島を訪問した。同年7月発足の小渕内閣では閣僚経験者ながら内閣官房副長官に抜擢された。1999年に小渕内閣・森内閣で自民党総務局長に就任。
プーチン大統領との初対面

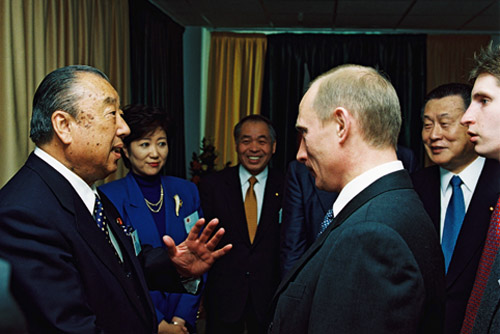
2001年3月、森喜朗首相、小池百合子議員らとウラジーミル・プーチン大統領に会う鈴木宗男自民党総務局長（中央）

2000年ロシア連邦大統領に初就任したプーチンが就任後に会った初めての外国の政治家である。2002年に衆議院議員運営委員会委員長に就任。

### 疑惑による自民党離党・起訴・落選
2002年2月4日、NGO出席問題を巡って田中眞紀子外務大臣と対立する形で衆議院議院運営委員長を辞任。9日後の2月13日、国後島の「日本人とロシア人の友好の家」（いわゆるムネオハウス）の建設をめぐる疑惑を発端として、数々の疑惑が浮上。
2月20日に参考人招致、3月11日に証人喚問を受けたが明白な答弁は避けた。一切の疑惑に対して曖昧な釈明に終始したことにより、社民党の辻元清美議員から「もう、ど忘れ禁止法を適用したい」「あなたはねぇ、疑惑のデパート言われてますけど疑惑の総合商社なんですよ!」と批判を受けた（辻元は7年後の2009年に外務委員会で「（自分が追及した案件については）裁判でもその事実は出ておらず、確証がなかった。そのような言葉遣いをしたことを反省している」と陳謝している）。
3月15日、自民党を離党。さらに3か月後の6月19日、やまりん事件のあっせん収賄容疑を理由として衆議院本会議にて逮捕許諾請求が可決され逮捕された。
21日、衆議院本会議で議員辞職勧告決議が可決されたが、議員辞職はしなかった。
7月20日、あっせん収賄罪で起訴。証人喚問において島田建設事件とモザンビーク事件に絡んだ証言が偽証として9月13日に議院における証人の宣誓及び証言等に関する法律（議院証言法）違反で、また、政治資金規正法違反の罪でも併せて起訴された。
2003年9月、第43回衆議院議員総選挙の直前に保釈（2002年12月と2003年4月に保釈を申請しているが「罪証隠匿の恐れがある」として却下された）。その後衆議院本会議に出席。議員辞職勧告決議がされた国会議員が決議を無視して登院したのは初めてのことであった。
同年10月、胃がんの手術をした。
2004年の第20回参議院議員通常選挙に北海道選挙区から無所属で立候補するも落選（得票数48万5382票）。
2004年11月5日、東京地方裁判所での第一審で受託収賄・あっせん収賄・政治資金規正法違反・議院証言法違反の4件で有罪となり、「懲役2年の実刑、追徴金1,100万円」の判決が下された。鈴木は一連の事件を全て否定した上で、「国策捜査」と批判し即日控訴した。
2008年2月26日、東京高等裁判所においても控訴棄却となり、即日最高裁判所に上告した。

### 新党大地代表・議員復帰
2005年8月18日、松山千春とともに新党大地を結成し、代表に就任。9月の第44回衆議院議員総選挙に北海道ブロックでの比例1位候補として立候補して当選、衆議院議員復帰を果たした（2004年参議院選挙で鈴木の獲得票数から勘定すれば新党大地は北海道比例ブロックでの1議席の確保が見込まれていた。2005年衆院選は自民党による刺客候補が世間を騒がせた選挙であったため、鈴木が逆に刺客として中川昭一の北海道11区や武部勤の北海道12区等の自民党大物議員の選挙区に立候補することも浮上したが、新党大地が公職選挙法上の政党でなかったために鈴木は重複立候補ができず、比例名簿1位記載の比例単独候補となった（新党大地ではなく、自民系反郵政民営化政党であり北海道比例ブロックに候補者を一人も擁立していなかった国民新党であれば政党要件があるため、北海道比例ブロックでの比例1位と選挙区での重複立候補が可能ではあった）。
当選後の特別国会での首班指名選挙では小泉純一郎に投票、再提出された郵政民営化法案には反対票を投じた。その当時再び胃がんとなり、再手術したと2006年9月19日の『最終警告!たけしの本当は怖い家庭の医学』で告白した。
2006年9月26日の首班指名選挙では民主党代表の小沢一郎に投票。また10月22日には30分間小沢と会談し統一地方選挙や参議院議員選挙での協力を約束したが、2007年7月の第21回参議院議員通常選挙で民主党の支援を受けた新党大地推薦候補が落選したことから民主党との選挙協力を白紙に戻し、自民・民主両党との間で是々非々のスタンスを取ると表明。
2008年9月19日、国民新党と統一会派「国民新党・大地・無所属の会」を結成。10月3日に札幌市事務所の会見で、新党大地代表として軸を置いて政党間協議を見ながら最終的に判断するとした上で国民新党や民主党からの重複立候補をした上での小選挙区立候補を示唆する発言をしていた。最終的には第45回衆議院議員総選挙では前回同様新党大地として北海道比例ブロックに立候補、前回同様1議席を獲得し、新党大地代表として2期目の議員生活を送る。
2009年9月16日、新党大地が衆議院で民主党の統一会派「民主党・無所属クラブ」に参加する形で与党会派入り、9月17日に衆議院外務委員長に就任。有罪判決を受けて上告中の刑事被告人が与党会派入りして国会の常任委員長に就任するのはきわめて異例である。自民党・公明党・共産党の野党は「一、二審で有罪判決を受けて上告中の刑事被告人なので、委員会を代表して円滑かつ公平な運営にたずさわる役職にふさわしくない」として鈴木宗男の外務委員長就任に反発し、与党の民主党は「推定無罪の原則がある」「直近の民意で当選している」と反論。常任委員長は慣例として全会一致で議長指名として選出されるところ、本件については異例の起立採決で議長指名となり、横路孝弘衆議院議長が鈴木宗男を外務委員長に指名した。この国会人事については民主党が北海道で圧勝した鈴木宗男の影響力を考慮した論功行賞的な人事とする向きもある。鈴木は自身の刑事訴訟と外務委員長就任について2009年11月18日に岩屋毅から質問を受けた際には「司法は司法の判断。立法府は立法府の判断があっていい」と述べた。
2009年10月3日、ライバルであった中川昭一が死去し、記者会見で号泣した。
その後、2009年12月4日に鳩山由紀夫首相が首相官邸で元駐日ロシア大使と北方領土問題で会談をした際に同席したり、2010年1月17日に新党大地代表として民主党大会に来賓として招かれた。
2010年5月、8年ぶりにロシアを訪問し、11日にモスクワのロシア外交アカデミーで講演、「鳩山首相の時に北方領土問題解決、平和条約締結ができなければ、未来永劫解決できない」と演説した。

### 実刑確定による失職・収監

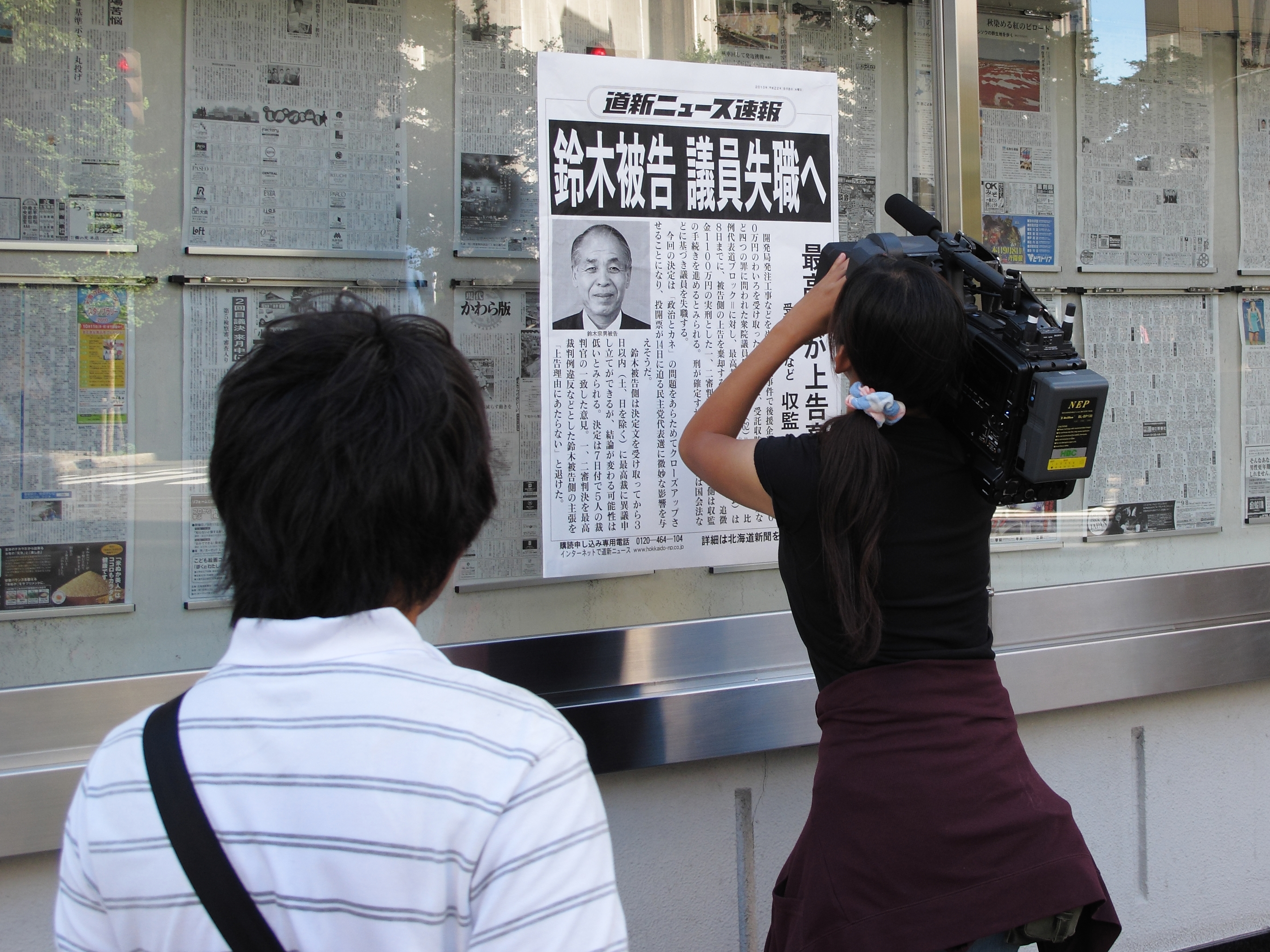
2010年9月8日、鈴木の失職を伝える北海道新聞の号外

2010年9月7日、最高裁判所が上告棄却を決定し、罪が確定した。鈴木議員側は異議申し立てを行う一方で衆議院外務委員会が9月9日に理事懇談会を開催し、鈴木の外務委員長としての職務を停止し、筆頭理事の小宮山泰子が委員長代行に就任する決定を行った。
9月15日に異議申し立てが却下されたため、9月16日に上告棄却の決定が確定し、「懲役2年の実刑、追徴金1100万円」の第一、二審判決が正式に確定した。これにより鈴木は公職選挙法の規定により被選挙権を失ったため、国会法の規定に基づき衆議院議員および衆議院外務委員長を9月16日に退職（失職）した。なお、第二審で「未決勾留日数220日を算入する」とされたため、刑期はそれを差し引いた期間（約1年5ヶ月）となる。
また、公職の収賄罪で実刑確定となったため、公職選挙法の規定に基づき刑期満了から5年間は公民権停止となる。判決時の2010年時点では公職の収賄罪の実刑確定は刑期満了から5年間の選挙権停止と10年間の被選挙権停止の規定であるが、この規定は1999年9月2日以降に起こした事件の規定であるのに対し、収賄罪が認定された最後の事件は1998年8月の事件のため、憲法の遡及処罰禁止規定（39条前段）により、法改正前の当時の公民権停止規定である刑期満了からの5年間の公民権停止となった。
退職（失職）に伴い、新党大地の比例名簿第2位で登載されていた八代英太は既に離党しており、代わって次いで比例名簿第3位に登載されていた浅野貴博が繰り上げ当選した。同年12月6日に収監された。
収監中は喜連川社会復帰促進センターで服役していることを、関係者を通じて自らのメッセージを発表する形で明らかにした。
2011年12月6日、収監からちょうど1年で仮釈放された。刑期満了は2012年4月、公民権停止満了はさらに5年後の2017年4月となった。

### 刑期満了後の公民権停止

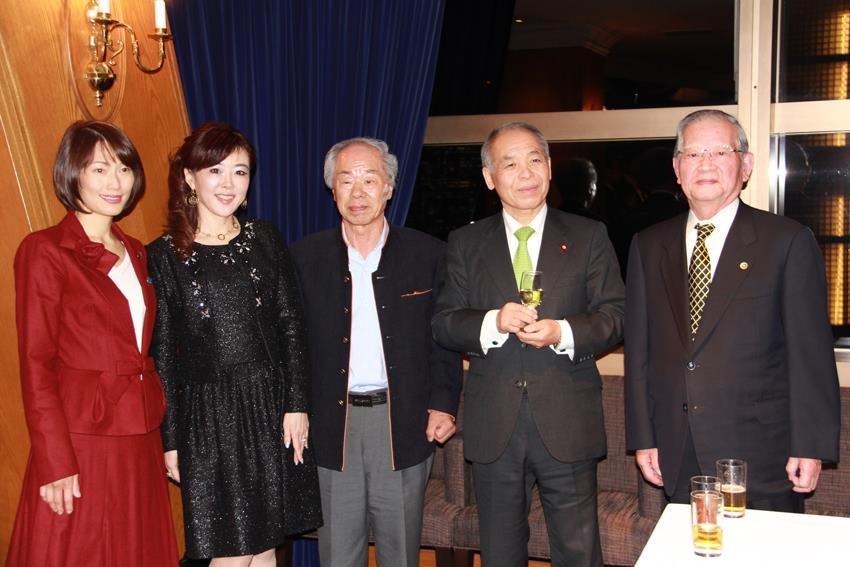
2013年12月20日、参議院議員丸川珠代（左端）、チェリーブロッサムインターナショナル代表取締役佐野美和（左から2人目）、ナック名誉会長西山由之（中央）らと。右から二人目が鈴木宗男。

2011年12月28日に、新党大地の浅野貴博、元民主党の松木謙公と石川知裕の衆議院議員3名と元民主党の横峯良郎、無所属（会派は民主党・新緑風会所属・元新党日本）の平山誠の参議院議員2名。計5名の国会議員とともに新党大地・真民主（当初の党名は「大地・真民主党」）を結党し、党首に就任した。新党大地代表時代は政党交付金廃止を主張していたが、新党大地・真民主メンバーの多数派の意見として新党大地・真民主は政党交付金を受け取ることを発表し、2012年4月に政党交付金を受け取った。収賄罪、政治資金規正法違反、議院証言法違反（偽証罪）で有罪が確定して公民権を有しない者が党首の政党に政党交付金が支給されるのは極めて異例。
2012年12月の第46回衆議院議員総選挙、2013年7月の第23回参議院議員通常選挙では、新党大地代表として政治資金規正法違反で有罪が確定して選挙運動ができない中で選挙戦に臨むことになった。
2014年12月の第47回衆議院議員総選挙では候補者を立てず、鈴木の長女で新党大地代表代理を務める鈴木貴子は民主党に入党して当選した。
2016年の北海道第5区補欠選挙で民主党と共産党が選挙協力を行う（民共共闘）と鈴木はこれに反発し、自民党の和田義明を支援。以後、民主党を中心とした野党連携と距離を置くようになる。

### 公民権回復後・日本維新の会入党

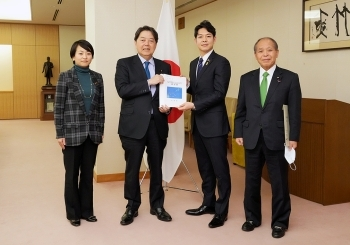
2022年1月12日、長女の貴子、外務大臣の林芳正、北海道知事の鈴木直道と

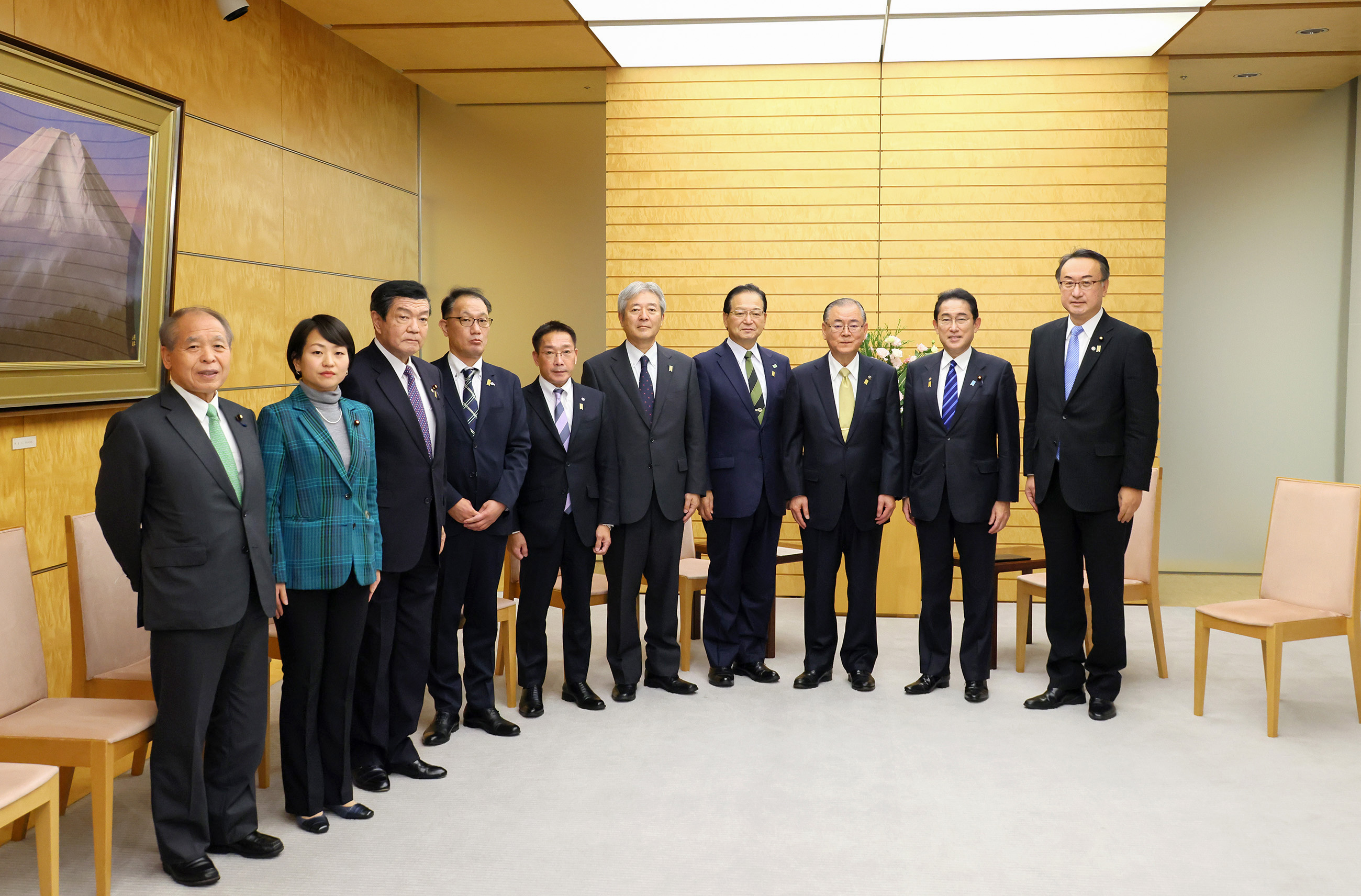
2022年12月1日、北方領土隣接地域振興対策根室管内市町連絡協議会のメンバーとともに首相の岸田文雄を表敬する鈴木

2017年4月に公民権が回復したため、同年10月の第48回衆議院議員総選挙では新党大地より比例北海道ブロックに名簿順位1位で立候補したが落選した。
2019年5月23日、食道がんが見つかり、手術することを公表した。
同月、丸山穂高衆議院議員の北方四島訪問時の発言に関して、日露関係を重視する立場からこれを問題視し、憤りを見せた。だが、日本維新の会が丸山をすぐさま除名したことや、ロシア大使館に赴いて謝罪したことを評価した。
6月18日、第25回参議院議員通常選挙の参議院比例区において、日本維新の会から立候補することが報じられた。
7月21日、第25回参議院議員通常選挙の比例代表で当選し、約9年ぶりに国政復帰を果たした。
2021年11月、日本維新の会国会議員団副代表に就任。
2022年8月3日、参議院懲罰委員長に就任。
2023年2月から3月、ガーシー（東谷義和）参議院議員の国会欠席問題では、懲罰委員長としてガーシーへの懲罰や除名処分に携わった（ガーシー参議院議員への除名処分）。

### ロシア訪問と日本維新の会から離党

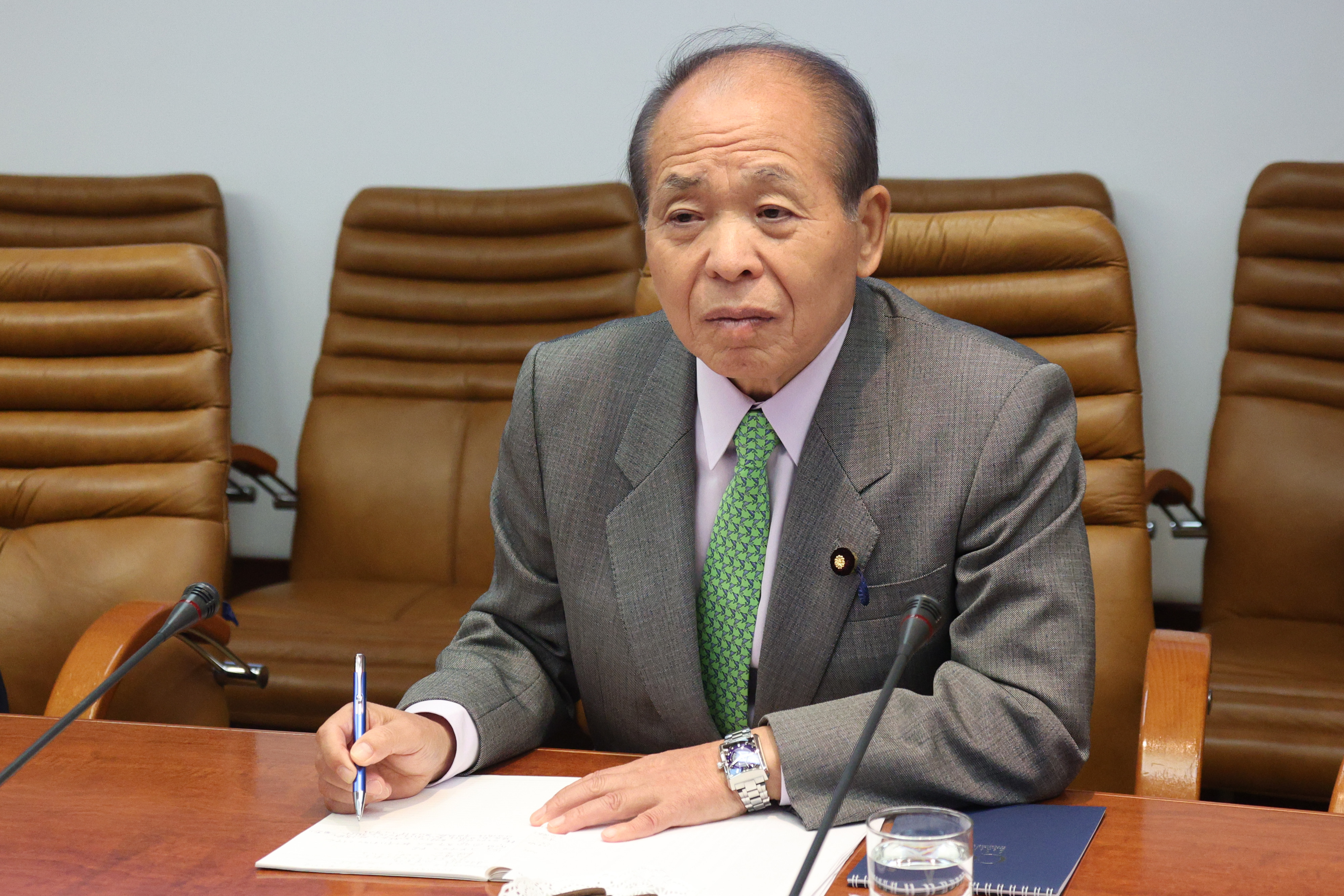
2023年10月3日、訪問先でコンスタンチン・コサチョフと会談する鈴木

2023年10月、ロシア連邦軍によるウクライナ侵攻で渡航中止勧告が出されているロシアを党への届け出なしに訪問し、ロシア政府要人と会談を行った。さらに、鈴木はロシアの国営通信社(スプートニク)に対し（ロシア連邦軍によるウクライナ侵攻における）「ロシアの勝利を100%確信している」と発言した。
この訪問を受け、日本維新の会は直ちに鈴木を除名処分とする方向で調整に入る。鈴木は、これらの報道に対し「発言を切り取られた」と主張する一方で、党の処分を受け入れると発言している。同月10日、日本維新の会は持ち回りの常任役員会で「（ロシアの無断訪問により）党の規律を乱す行為があった」として、鈴木の除名処分を決定した。ただし、ウクライナ侵攻をめぐる発言は処分の理由に含まれていなかった。しかし、処分が発効する前に日本維新の会代表の馬場伸幸、幹事長の藤田文武と同日面会し、その席上で鈴木より提出された離党届が受理されたため、除名処分は一転して見送りとなった。翌11日には参議院懲罰委員長を辞任した。

### 25年ぶりに自民党復党

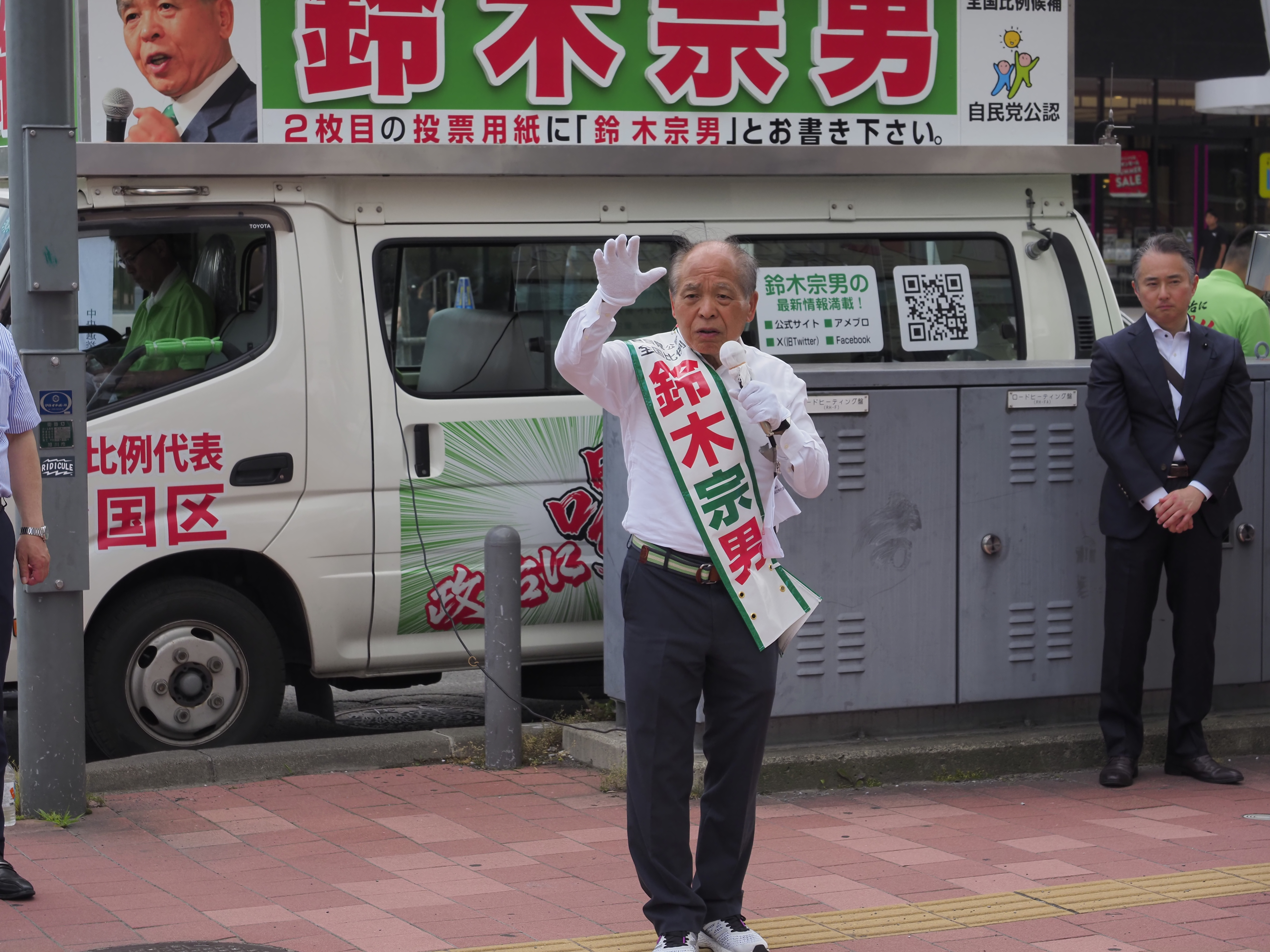
2025年7月6日、旭川駅前で街頭演説を行う鈴木

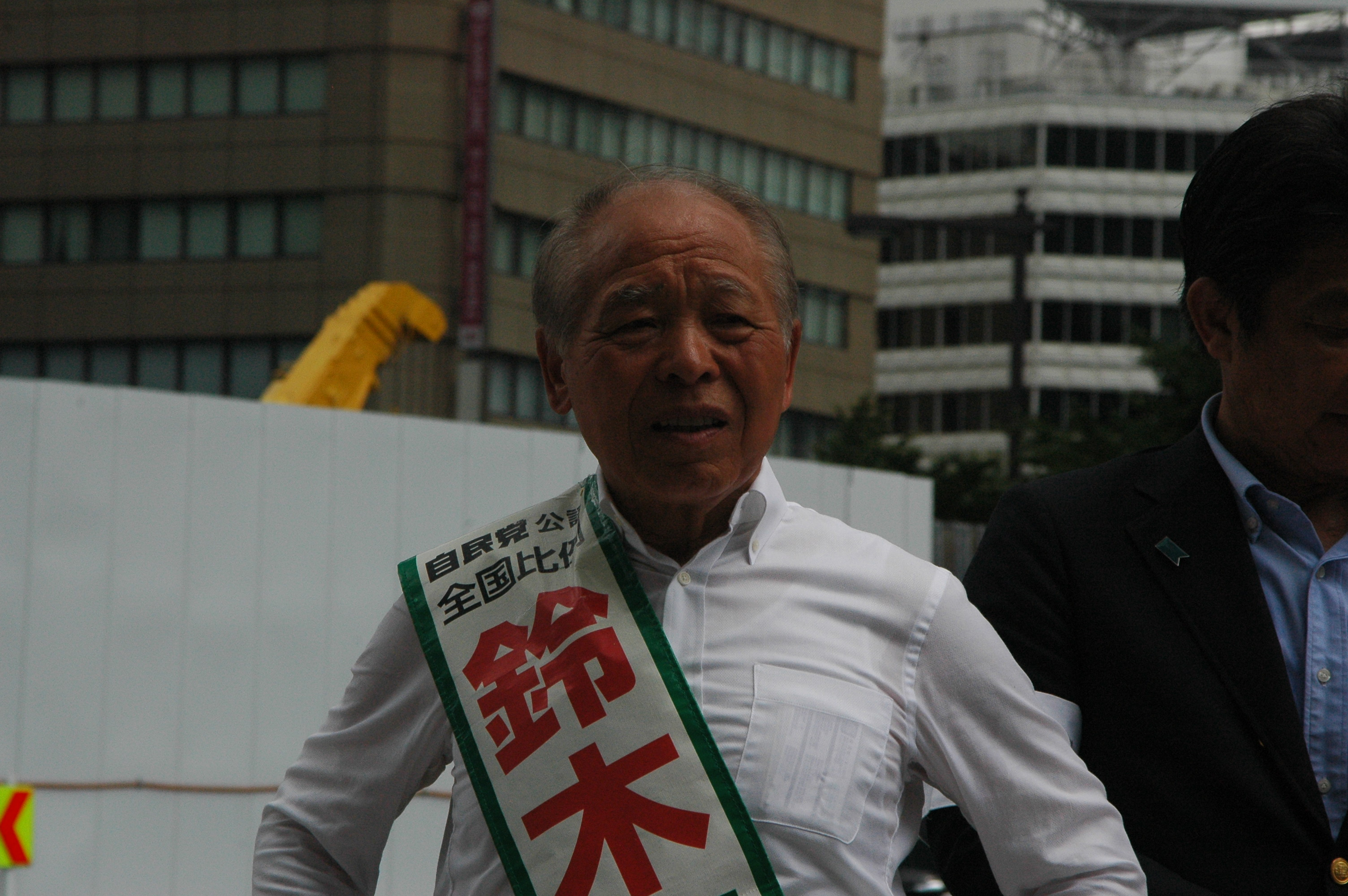
2025年7月13日、名古屋駅前にて

維新離党後は無所属議員として活動していたが、2025年7月までに執行される第27回参議院議員通常選挙で改選を迎える鈴木の去就が注目された。その流れから、同年2月頃から古巣である自由民主党が鈴木を参院選の候補として擁立する構想が一部メディアにより報道されていた。これは自民党の幹事長である森山裕が選挙応援などを通じて鈴木と長年親交がある事が契機になったとされているが、自民党内からは過去の離党の経緯やロシアとの関係が深い鈴木の擁立には世論の批判が伴う事を懸念し、慎重論が出ていた。その後、参院選直前となる同年6月に入り鈴木の擁立方針が具体化し、森山が「保証人」となる形で鈴木を復党させ、参院選の比例代表候補として擁立することとなった。
ただし、鈴木は前回2019年の参院選では日本維新の会の比例区から選出されており、国会法の規定により異なる政党（比例区選出議員が選挙当時に立候補を届け出ている）間の移籍が出来ない。このため、6月20日、鈴木は議員辞職願を提出し、参議院本会議で許可されると、自民党へ復党した。6月26日、自民党は鈴木の比例代表での擁立を正式に発表した。7月7日、参院比例区の選挙会は、鈴木の辞職に伴う欠員補充として串田久子の繰り上げ当選を決定したが、串田は横浜市議を続ける意向を示したため、次点の桑原久美子が繰り上げ当選した。
7月20日の投開票の結果、当選した。開票当初は個人名得票が伸びず、一度は敗色濃厚として政界引退を表明したが、その後21日の朝になって当選確実が出る形となった。

## 略歴
- 1948年（昭和23年） - 1月31日 北海道足寄郡西足寄村（現：足寄町）大誉地で出生（農家の次男）。
- 1966年 - 3月 北海道足寄高等学校卒業。
- 1970年 - 4月 拓殖大学政経学部卒業、同大学在学中から衆議院議員中川一郎秘書。
- 1983年 - 12月18日 第37回衆議院議員総選挙（旧北海道5区・自由民主党公認）当選1期目。
- 1986年 - 7月6日 第38回衆議院議員総選挙（旧北海道5区・自民党公認）当選2期目。
- 1990年 （平成2年）- 2月18日 第39回衆議院議員総選挙（旧北海道5区・自民党公認）当選3期目。
- 1993年 - 7月18日 第40回衆議院議員総選挙（旧北海道5区・自民党公認）当選4期目。
- 1996年 - 10月20日 第41回衆議院議員総選挙（北海道13区・自民党公認）当選5期目当選（比例復活当選）。
- 1997年 - 9月11日 国務大臣北海道開発庁長官・沖縄開発庁長官（第2次橋本改造内閣）。
- 1998年 - 7月30日 内閣官房副長官（小渕内閣）。
- 2000年 - 6月25日 第42回衆議院議員総選挙（比例代表北海道ブロック・自民党公認）当選6期目。
- 2002年
  - 1月 ケニアのODA疑惑で田中眞紀子外務大臣（当時）と衝突。
  - 2月20日 参考人招致。→第154回国会 予算委員会 第14号議事録
  - 3月11日 証人喚問。→第154回国会 予算委員会 第22号議事録
  - 3月18日 民主党を含む野党4党によって、偽証の罪で最高検に刑事告発される。
  - 3月 1996年国後島訪問の際、外務省職員に暴行を加えていた事実が発覚し自民党を離党。
  - 4月 国後島「日本人とロシア人の友好の家」建設をめぐる容疑で、宮野明公設第一秘書逮捕。
  - 6月 帯広市の製材会社「やまりん」からのあっせん収賄容疑で逮捕、衆議院からの議員辞職を勧告。
  - 7月 あっせん収賄罪で起訴。
  - 8月 建設会社からの受託収賄容疑で再逮捕・追起訴。
  - 9月 衆院予算委が偽証罪で鈴木を告発したのを受けて、議院証言法違反の罪で起訴。又、同時に政治資金規正法違反の罪でも追起訴
  - 11月 初公判
  - 12月 保釈を申請するも、「証拠隠滅の恐れがある」として却下
- 2003年
  - 4月 保釈を再度申請するも、「証拠隠滅の恐れがある」として却下
  - 8月29日 保釈保証金5000万円を納付し、保釈。拘置日数は437日で、戦後の逮捕された衆議院議員で最長。
- 2004年
  - 7月11日 第20回参議院議員通常選挙（北海道選挙区・無所属）落選。
  - 11月5日 東京地方裁判所からあっせん収賄罪など4つの罪で懲役2年の実刑判決が言い渡される。
- 2005年
  - 8月18日 北海道の地域政党新党大地を結党。
  - 9月11日 第44回衆議院議員総選挙（比例北海道ブロック・新党大地）当選7期目。
- 2008年
  - 2月26日 東京高等裁判所が東京地方裁判所の判決を全面的に支持し、控訴を棄却した（有罪判決）。
  - 9月19日 衆議院で国民新党と統一会派「国民新党・大地・無所属の会」を結成。
- 2009年
  - 8月30日 第45回衆議院議員総選挙（比例代表北海道ブロック・新党大地）当選8期目。
  - 9月16日 新党大地が衆議院で民主党の統一会派「民主党・無所属クラブ」に参加し、与党会派に入る。
  - 9月17日 衆議院外務委員長に就任。
- 2010年
  - 8月4日午後の衆院本会議で、永年在職議員として表彰された、当時収賄事件を巡って係争中。過去に有罪が確定した議員や刑事被告人として係争している議員を表彰したケースがあり、その慣例に従った。野党には鈴木の表彰に異論もあった。
  - 9月7日 最高裁判所が上告を棄却。懲役2年の実刑判決が確定。
  - 9月9日 衆議院外務委員長としての職務を停止、筆頭理事の小宮山泰子が委員長代行に就任へ。
  - 9月16日 衆議院議員を失職。
  - 12月6日 収監。
- 2011年
  - 12月6日 仮釈放。
  - 12月28日 東京都選挙管理委員会に対し、新党の設立を届け出る。
- 2017年
  - 4月30日 公民権回復。
  - 10月22日 第48回衆議院議員総選挙（比例代表北海道ブロック・新党大地）落選。
- 2019年
  - 6月18日 第25回参議院議員通常選挙に向けて、日本維新の会に入党。
  - 7月21日 比例区で当選。
- 2020年
  - 9月17日 参議院沖縄及び北方問題に関する特別委員長に就任[49]。
- 2022年
  - 8月3日 参議院懲罰委員長に就任。
- 2023年
  - 10月10日 日本維新の会からの除名処分が決定されるも、離党届を提出し受理される。
  - 10月11日 参議院懲罰委員長を辞任。
- 2025年
  - 6月20日 参議院議員を辞職し、自由民主党に復党。
  - 7月3日 第27回参議院議員通常選挙比例区に自由民主党から立候補した[50]。
  - 7月20日 比例区で当選。

## 政策
- 憲法改正に賛成[51]。
- 同性婚に賛成[51]。
- 選択的夫婦別姓導入には「夫婦同姓は当たり前で、なんの議論の余地もない」として反対している[52]。
- TPPについては2012年の衆院選では「農業の問題だけではない。米国の狙いは金融、保険、医療など、新自由主義の考えだ。日本の歴史と文化を守る上で断固反対だ」と述べていた[53]。しかし、2016年の北海道第5区補欠選挙では賛成派の自民党候補を支援し、鈴木はTPPについて「交渉はまとまったのだから反対してどうします」「反対だけしていても、（農業の）生産性が上がらない。逆に農家がやっていける、中小企業がやっていける、薬剤師の方がやっていけるように、そういう形をとるのが現実的な政治ではないか」と述べ賛成に転じた[54]。2013年には旧日本維新の会について「TPP賛成で、北海道では絶対受け入れがたい」とも述べていた[55]が、2019年には同党の後継政党で同様にTPP賛成の立場をとる[56]日本維新の会に入党している。
- 北海道アイヌ協会との付き合いが深い。札幌アイヌ協会事務局次長の多原良子の娘の多原香里が2007年の第21回参議院議員通常選挙において北海道選挙区から、元職員の阿部千里が2017年の第48回衆議院議員総選挙の比例北海道ブロックから北海道の地域政党の新党大地（代表:鈴木宗男）の推薦及び公認を得て出馬している（いずれも落選）。

## 人物

### 人物像

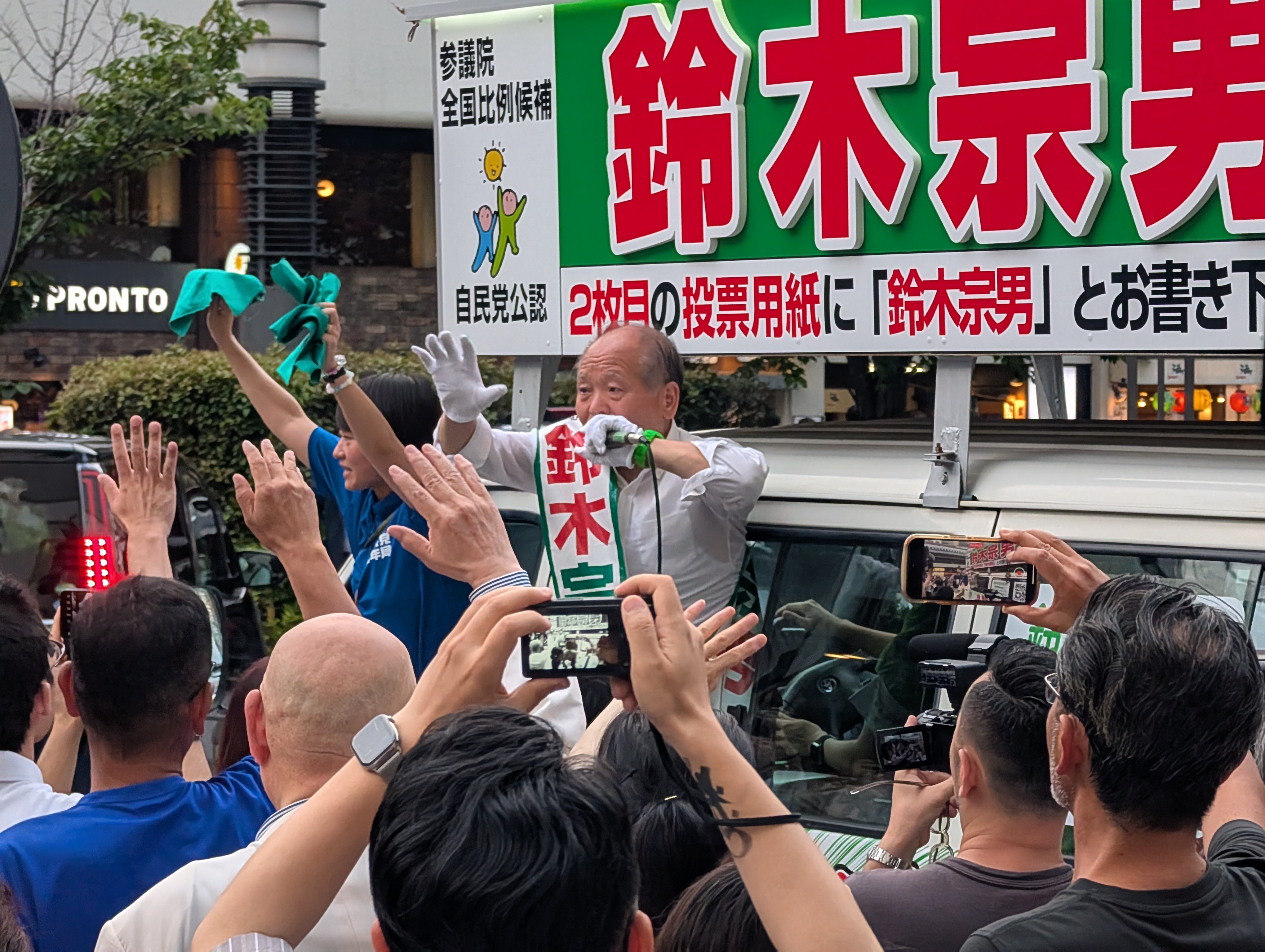
「ハコ乗り」で演説会場を離れる鈴木（2025年7月5日、東京・有楽町）

- 名前の由来は、宮城県の郷土の英雄・伊達政宗から一字を取っている。なお、命名した父は宮城県栗原郡志波姫村（現：栗原市）の出身である[57]。
- 馬を売って大学の学費に充てた苦学生という話がある一方で、地元の素封家、豪農という話もある。東京に出ずに道内の大学に進学していれば、馬を売る必要はなかったと指摘する声もある[58]。
- 新人議員の頃から激情的傾向が強く、国会内でよく野次を飛ばしていた。そのため、鈴木は一時期、浜田幸一や松田九郎と共に「自民党の三大野次将軍」とも呼ばれていた。
- 特異なキャラから若手時代からテレビ出演も多く、朝生やサンデープロジェクトの常連出演者であった。
- 選挙中移動する車の窓を開け、そこから助手席の鈴木が身を乗り出して沿道の支持者へ手を振る「ハコ乗り」は名物ともなっており、2022年には『水曜日のダウンタウン』にてネタにされている[59]。
- ジョギングを日課としており、海外出張先でも怠らないほど。2007年2月18日の東京マラソンにも抽選の結果、当選して一般ランナーとして出場し、59歳ながら4時間7分40秒で完走した。元気に回復した姿を他のがん患者たちに見てもらって勇気付けたい、という想いからである。完走の後、ランナー姿[60]のまま車で空港に直行し、その日の18時には北海道で行われた会合に参加した。2007年5月20日に、翌年の先進国首脳会議の開催地でもある北海道洞爺湖町で開催された「洞爺湖マラソン2007」の10kmの部に出場し、47分52秒で完走した。2008年2月17日には健康を心配する家族の反対を押し切って、再び東京マラソンにエントリーした。抽選に当選し出場することとなり、前年の記録を上回る3時間57分11秒で完走を果たし、政治家では東国原英夫を上回るタイムであった。2009年3月22日の東京マラソンでは3時間49分2秒で政治家では東国原に次ぐタイムで完走した。日頃のトレーニングにより、還暦ながら大変引き締まった身体をしている[要出典]。
- 保釈後、再当選してからは、テレビのバラエティー番組などのゲストに呼ばれている。ライブドア前社長、堀江貴文が逮捕された際には、かつて経験した拘置所内の生活についてインタビューされ、「手帳も携帯電話も全て没収されました。堀江さんのように、情報を扱う仕事に就いていた人にとっては、情報がシャットアウトされることが一番辛いでしょうね」「私は生まれが貧しかったので、あの頃に比べればここ（拘置所）はまだマシだと思って辛抱しました」などと、コメントしていた[要出典]。
- 国会での証人喚問の頃、「ムネオハウス」に掛けたパロディー音楽やおもしろフラッシュが、インターネット上で流行した。その後2004年5月に札幌で行われた「ムネオハウス」のクラブイベントに「MCムネオ」名義で出演した他、2006年2月23日に東京都渋谷区のクラブ「シムーン」で「100%ムネオナイト」なるイベントに招かれて（自分の主催ではない）、自らラップに挑戦した[要出典]。
- 「ムネオ先生」が4コマ漫画のキャラクターとなって連載される。2015年3月30日発売の『週刊大衆4月13日号』からスタート[61]。
- 漫画『勇午』の「洞爺湖サミット編」に、鈴木宗男をモデルにした「山田三根夫」という政治家が登場する。ロシアとの天然ガス事業に奔走する人情味にあふれた人物として、好意的に描写されている。
- 大泉洋や古賀シュウに言動をものまねされているが、自身はこれに対して寛容な姿勢を示している[62]。
- かつては世襲議員を批判していたが、2012年12月16日実施の第46回衆議院議員総選挙に長女の鈴木貴子が立候補し、落選。2013年5月に石川知裕が議員辞職したことに伴い、惜敗率で2位であった貴子が繰り上がり当選した。自らの子供が世襲したことについては肯定するコメントをしている。
- 1998年のこと。鈴木は訃報を聞くまで、映画監督の黒澤明を知らなかった。それまで映画館に行ったこともなかった。秘書が黒澤の実績を説明すると、突然首相の小渕恵三に電話し（鈴木は当時小渕内閣の官房副長官を務めていた）「総理、黒澤監督は国民栄誉賞に値すると思います。ぜひ、ご検討ください」と進言した[要出典]。黒澤には後に国民栄誉賞が贈られている。
- かつては目下の人相手に高圧的な態度をとることで知られていた。電話でも「代議士の鈴木だ」「国会議員の――」としか名乗らず、国際交流基金に電話をかけた際、担当者として受けた皇族の高円宮憲仁親王（当時、同基金の嘱託職員として勤務）を受付係と勘違いして怒鳴りつけたが、「殿下だ」と判ると蒼ざめて、慌てて直接謝罪したいと申し出たものの丁重に拒否されてしまい、謝罪を受け付けてもらえなかった[63]。

### 交流関係
- 浜田幸一・松田九郎とは、非常に仲が良かった。松田の逝去に際しては、「よく7年間の闘病生活を頑張られたなと…松田先生らしい生き様だったと。『やじは演説の花』とよく言われますが、頭の良さ、勘の良さがありました」と語っている[64]。
- 伊吹文明とは、83年初当選同期で現在に至るまで公私に渡り親しい。若手時代は将来の目標を「伊吹総理の下での自民党幹事長」と公言していた。鈴木が勾留中、伊吹は東京拘置所に接見に訪れ、激励していた。第21回参議院議員通常選挙、道選挙区・大地新人の多原香里が民主党推薦候補ながら民主党の協力不十分で落選。鈴木は一時期、伊吹が幹事長就任した自民党との次期衆院選での選挙協力も視野に入れた。
- 片山虎之助とは、自民党で派閥をともにした仲である[65]。だが、2007年7月の参議院選挙では、自民党参院幹事長の片山と対決する民主党新人の姫井由美子の応援に駆けつけ、「岡山の虎を退治しに、北海道からクマが参りました」と演説した[65]。しかし、鈴木はその後、片山と同じ日本維新の会の参議院議員となった。2019年11月の「参議院議員鈴木宗男を叱咤激励する会」では、片山も出席し、挨拶を行っている[66]。
- 松岡利勝とは、酒席を共にして種々の相談をする等、文字通りの師弟関係にあったとされる。政界では「東に鈴木宗男、西に松岡利勝」と揶揄された時期もあった[要出典]。
- 歌手の松山千春は、同郷の後輩かつ足寄高校の後輩であり親友でもある。松山のコンサートに顔を出すことも多い[要出典]。
- 元秘書のジョン・ムウェテ・ムルアカは、秘書を辞めた後も親交があり、鈴木が出馬する選挙等の際には松山千春らと共に駆けつけ応援演説を行っている。また、ムルアカの長男の名前は、「ムネオ」と命名されている[67]。
- 高校の後輩である元プロ野球選手で西武の三井浩二投手が、現役時代に独自の変化球を先輩に敬意を表して「ムネオボール」と命名したが、その後名称変更（三井浩二#人物）。
- 2013年に実施された、第23回参議院議員通常選挙では、新党大地の比例代表候補者として、十数年の付き合いがあるという同姓同名の千葉県のNPO法人代表・鈴木宗男を名簿登載。公民権停止によって選挙運動のできない自身に代わって、「政策理念が一致している」同氏の出馬を勧めた。代表と誤認して投票する可能性についても「間違って投票してもらっても結構」としている。しかし、同候補者は党内でトップの62902票が入ったものの、議席獲得には至らず、落選した[68]。同姓同名の鈴木宗男の擁立を決めたのが公示前日で、名前入りの選挙カーとタスキを用意する時間がなかった。選挙後、鈴木は「タスキをかけておれば（同姓同名の鈴木候補は）あと10万票は上積みできた」と悔やんだという[69]。
- 無派閥時代が長かった鈴木が1993年に経世会（小渕派）に所属した訳を聞かれると「経世会には自分の世代が極端に少ないんだ。あとは（鈴木と当選同期の）額賀福志郎くらいで、これはどうにでもなる」と答え、鈴木は額賀を軽く見ていた[70]。しかし、1994年6月の首班指名で鈴木が党議に逆らって海部俊樹に投票して党内と派閥内で孤立した際、額賀は孤立した鈴木の擁護に回った。そのことで鈴木は額賀に恩義を感じ、一目を置くようになった。
- 2020年7月14日に開かれた、古巣の平成研究会（竹下派）の若手勉強会に講師として招かれた。その際、平成研から自民総裁候補を出すよう激励をした[71]。
- 「野中氏が白を黒と言えば、自分も黒」と公言したことがある[要出典]。
- 1996年の衆院選前、執行部への公認の橋渡し、資金援助、後援企業の紹介などでシンパを増やしつつ、大半を当選させた。その後に鈴木による派閥横断「ムネムネ会」を結成し、薄く広く全国から集めた政治献金を会員に配ることで政界での影響力を増大させた[要出典]。
- かつては反社との付き合いもあったとされ、元山口組直参の盛力健児も著書の中で、「北海道の元気な先生にはお世話になった」と述べている。

### 多数の質問主意書提出
- 多数の質問主意書を提出しており、その提出数は断トツである（2005年9月から2009年7月までの累計は1800通を超える）。外務省の不祥事を追及する内容が大半であるが、警察・検察に対する内容も多い。括弧内は当該会期で衆議院に提出された質問主意書の総数（撤回を含む）。
  - 第163回国会 28通（／72）38.8%
  - 第164回国会 227通（／382）59.4%
  - 第165回国会 156通（／270）57.7%
  - 第166回国会 309通（／481）64.2%
  - 第167回国会 5通（／24）20.8%
  - 第168回国会 213通（／397）53.6%
  - 第169回国会 285通（／587）48.5%
  - 第170回国会 183通（／380）48.2%
  - 第171回国会 466通（／691）67.4%
  - 第172回国会 22通（／22）100.0%
  - 第173回国会 44通（／175） 25.1%
  - 第174回国会 194通（／592） 32.8%
  - 第175回国会 16通（／55）29.1%
- 2008年10月30日には、「麻生太郎内閣総理大臣の自宅を見に行こうとしたデモ隊の逮捕勾留に関する質問主意書」を提出し、警視庁によれば麻生邸見学ツアー主催者は事前に許可を得ていなかったとする答弁を引きだした[72]。

### 宗男詣で
- 北海道ではいまだに「宗男詣で」をしている建設業者が多い。また、次に挙げるものでは「口利き」をした（便宜を図った）とされている[要出典]。
  - 1989年6月に国鉄再建法施行により廃止対象となった国鉄池北線を、第三セクターの北海道ちほく高原鉄道ふるさと銀河線として存続させたが、2006年4月21日に廃止された。
  - 1999年7月に行われたJR北海道宗谷本線多寄駅・駅前通りの延伸工事。
  - 2006年2月に北海道縦貫自動車道（道央道）の未着工区間が、暫定2車線の新直轄方式で建設着工命令が出されたこと。
  - 1995年（平成7年）に廃止された、陸上自衛隊第9普通科連隊の廃止に関わる工作等に、少なくとも鈴木の関与は間違いないとされている。特に名寄や留萌という北部や沿岸地域とは離れ、ほぼ内陸に所在して、さほど防衛としては重要とされておらず、2師団（甲）への増強の際に廃止となる予定であった、陸上自衛隊第25普通科連隊が廃止になると、地元である道東地方での影響が計り知れないとの判断で、関係先へ圧力をかけて、決まりかけていた廃止を撤回させたという話が、元9連隊所属隊員や25普連所属隊員の間での暗黙の了解事項である。

### その他
- 1973年、金大中事件が発生。当時鈴木が秘書をしていた中川一郎が宇都宮徳馬とテレビの生番組で顔をあわせた際、金大中にシンパシーを持っていた宇都宮が中川に向かって「お前は韓国から金をもらっているだろう」と発言。これに怒った中川はコマーシャル中に宇都宮を追い掛け回し、鈴木も同調、さらには宇都宮の首をネクタイで絞めた[要出典]。
- 1991年10月、国交正常化の政府特使としてバルト三国を訪問したとき、杉原千畝の名誉を回復した。ただし、杉原千畝は大臣訓令に背いて懲戒解雇になった外交官であるため、日本の外務官僚とは衝突する形になった。この件をきっかけとして、モサドからイスラエルなどの機微に触れる情報が入ってくるようになった[73]。
- 2005年9月の衆院選で当選して以降、逮捕前まで深い関係にあった外務省との対決姿勢を鮮明にした（鈴木自身外交族でもあった）。国会では外務委員会で政府の対ロシア外交を失敗であると追及したり、外務省に矢継ぎ早に質問主意書を出して職員の不正を追及している。国会以外でもテレビ・雑誌などのメディアにも頻繁に登場し、外務省批判を繰り広げている。特に『週刊新潮』に5回にわたって連載された手記「『外務省の犯罪』を暴く!」では、現役の外務省キャリア職員のスキャンダルを実名で暴露した。
- 佐藤優同様、親イスラエルの姿勢を見せている。2009年のイスラエルによるガザ侵攻に際しては、3度にわたって質問主意書を提出した。ガザ地区を実効支配するハマースをテロ組織とする見解から、パレスチナへの1000万ドルの緊急人道支援は「我が国はテロ支援をし、テロに担する国であるというアピールをすることに等しく、我が国の国益を損なうことに繋がるのではないか」（2回目）と質問している。政府は麻生太郎首相の名で、ハマースを「テロリスト等一団体と認識している」こと、人道支援は「国際機関を通じて実施するものであり、御指摘は当たらない」とする回答を出した。「武力紛争が起きた原因はハマス側にあるとするイスラエル政府の右認識は、政府の認識と同じものか」（3回目）に対しては、「個別具体的原因を特定することは困難」と政府側は答弁した[74]。
- また、佐藤優のインタビューに答えるかたちで、「官房副長官在任当時、沖縄県名護市長選挙で与党推薦候補者に官房機密費から多額の資金支援を行った」と証言している[要出典]。
- 1994年、自民党と社会党が連立政権に合意した。その首班指名選挙直前、議運理事であった鈴木は、自民党代議士会で「村山富市の『いち』は市場の『市』ですから間違わないで下さい」「村山達雄さんもおられるので、村山富市とフルネームで書いてください」と自民党議員たちに投票における注意点を説明していたが、鈴木自身は直後の本会議で村山の対抗馬として北村属す新生党や公明党や民社党や日本新党など羽田内閣構成する連立与党が擁立した海部俊樹に投票し、造反した。1回目も「海部」、決選投票も「海部」と書き、造反したのは一人だけであり、役職停止処分となった[75]。
- 2001年に運行された北斗星まりも札幌～根室間運行の誘致に積極的に関与しており、本人も運行日にA個室ロイヤルに乗車し終着まで乗車している[要出典]。
- 2009年5月に『内閣として法曹資格を有していない者を「最高裁裁判官」に指名または任命しているのなら、それは適切か。法曹資格を有していない者が「最高裁裁判官」の任に就くことは、我が国の司法の水準向上、裁判の適正な執行等に鑑みて適切であるか』『かつて行政官の職責に就いていた者が「最高裁裁判官」の任に就くということは、「最高裁裁判官」の身分が行政官の天下り先となっているとも受け止められるのではないか』とする質問主意書を出し[76]、法曹資格を有していない者や行政官経験者が最高裁判所裁判官に就任することについて懐疑的な質問をした。なお、鈴木はかつて北海道開発庁長官時代の1997年9月に、法曹資格を持っておらず行政官である内閣法制局長官の経験がある大出峻郎の最高裁判所裁判官任命について、橋本内閣の一員として同意した過去がある[要出典]。
- 2009年9月4日のムネオ日記で鈴木が「昭和天皇が戦争責任を取って退位すべきであった（昭和天皇の戦争責任論）」と述べたことに、ジャーナリストの櫻井よしこが反論している[要出典]。
- 2010年1月16日、民主党大会の挨拶で、小沢一郎民主党幹事長における陸山会事件に対し「検察が正義と思ったら大間違いである。間違った権力とは断固戦っていこう」と語った（検察の不当行為については、2010年9月10日に一審で無罪判決が出た厚労省元局長の村木厚子も判決直後の会見でほぼ同様の批難をした）[77]。
- 2010年1月18日、フォーラム神保町と現代深層研究会主催の緊急シンポジウム「『新撰組』化する警察＆検察＆官僚がニッポンを滅ぼす！」に、青木理、魚住昭、大谷昭宏、岡田基志、木村三浩、郷原信郎、佐藤優、田原総一朗、平野貞夫、宮崎学らとともに参加した[78][79]。
- 2006年5月3日に空き巣の被害に会い、警視庁赤坂署が捜査したところ、1階応接室の窓ガラスが割られ、2、3階の部屋が物色されていた。夫人愛用の装飾品が数点盗まれた[要出典]。
- 国政復帰を果たした2019年の参議院選挙において、公示日前日の同年7月3日に北海道放送（HBCテレビ）の夕方ワイド番組『今日ドキッ!』において鈴木に密着する模様が放送された[80][81]。放送後、放送倫理・番組向上機構（BPO）はこの放送内容が放送倫理に違反するものと認定した[80][82][83]。
- 2022年5月28日、東京都内で開催された在日本朝鮮人総連合会（朝鮮総連）の第25回全体大会に来賓として参加し、「汗をかいてまわりたい、いくばくかのお役に立ちたい、そう決意するのであります」等と発言したことが報じられた[84][85][86][87]。また、過去には在日韓国人・朝鮮人への参政権付与に賛成の立場を示すような発言も行っている[88]。

## ロシア連邦との関係

### 日露交渉・北方領土問題関連
日本の政治家の中でも特に、ロシアとの関係が深い親露派として有名である。鈴木は外務政務次官や官房副長官などを歴任し、日露交渉や北方領土問題に関して長年にわたって取り組み、1995年には国会議員として初めて北方領土に渡航した。以後、北方領土を20回以上訪れたという。また、1992年から開始された北方領土のビザなし交流訪問団の実現は、鈴木の尽力によるものである。
「沖縄の返還なくして日本の戦後は終わらないと言ったのは佐藤栄作だが、なぜあの時、沖縄と北方領土の返還なくして日本の戦後は終わらないと言ってくれなかったのかと、涙した」と西村博之との対談で語っているように、鈴木がロシアと向き合っている原点には北方領土の問題がある。

### 丸山穂高の武力による北方領土奪還発言関連
2019年5月11日、丸山穂高衆院議員が北方領土のビザなし交流の訪問団の一員として同行した際、訪問団の団長に「戦争でこの島を取り返すのは賛成ですか、反対ですか」などと詰め寄った問題が発生した。
14日、鈴木は朝日新聞の取材に対し、「発言は許せない」と丸山を非難するとともに、「（北方領土の）元島民の平均年齢は84歳。人生限られた中で、どんな思いで島に足を踏み入れているか。涙が出る思いだ」などと述べた。また、ロシア国内では有力政治家がこの問題に言及して、報道もされたとし、「日露関係に大きな影響を及ぼす」としたうえで、「政治家の究極の目的は世界平和。戦争による解決を持ち出す発想はあり得ない。（丸山は）国民に改めて謝罪し経緯を説明すべきだ」と語った。
20日午後、駐日ロシア大使から電話で「（丸山の）あの発言は何なんでしょうか」と連絡があった際、鈴木は「政府の考えでもなければ、国民の思いでもなければ、丸山氏個人の全く政治家としての見識のない発言」と断じて、「どうぞ、大使。心配することはないし、取り扱う必要はございません」と答え、大使もこれに了したという。

### ロシアのウクライナ侵攻関連
2022年2月より始まったロシアのウクライナ侵攻を巡っては、「1月中旬からアメリカはロシアのウクライナ侵攻が今でも明日にもあると言ってきた。挑発していたのではないか」などとブログに記し、欧米の対応に疑問を投げかけた。さらにウクライナ侵攻が始まった2日後の2月26日には、自身のブログで
3年前から誠意を持って話し合いをすればロシアが動くことはなかった。いわんや10月23日、自爆ドローンを飛ばしたことが緊張関係を増大させた。
一方的にロシアを批判する前に、民主主義、自由主義は約束を守るが基本である。

その約束を守らなかったのはどの国で、誰かを何故メディアは報じないのか。公正、公平を言葉にするなら事実関係を広く知らせることも重要ではないか。
と徹底したウクライナ批判、ロシア擁護論を展開した。
これに対して、セルギー・コルスンスキー駐日ウクライナ特命全権大使はTwitter上で、「Muneo Suzuki is a shame of Ishin-no-kai!（鈴木宗男は維新の会の恥だ！）」「What a shame, disgusting!（なんと恥知らずな、 嫌悪を覚える！）」と投稿し不快感を示した。一方、鈴木は2月28日の予算委員会では「今、ロシアの方が一般市民を1人でも犠牲にしてはいけないと慎重なんです。ウクライナは銃を置くべきです」と主張した。
その後も、一貫して徹底したウクライナ批判、ロシア擁護論を展開し続け、取材などに答えて「ロシアは原発施設を攻撃していない」「病院や学校を攻撃したという報道はウクライナ側からだけの情報である」「ロシア軍の侵攻の原因は、ゼレンスキー大統領が挑発である。挑発しなければ、こんなことになっていなかった」「経済制裁の、プーチンの個人資産凍結は悪手だった」「いくらロシアに経済制裁をしても戦争は終わらない、ロシアへの経済制裁を辞めるべきだ」と述べた。
またウクライナに対し、「自前で戦えないのなら潔く関係諸国に停戦の仲立ちをお願いするのが賢明な判断」「物価高で世界中が悲鳴を上げていることを考えるべきだ」「国力からしてロシアと1対1の戦いでは、その差は明らかである。ここはゼレンスキー大統領の勇気ある決断を願ってやまない」などと述べた。
2022年6月10日の衆院議員会館での講演で、日本の対露制裁について「国益にかなうか」「短絡的ではなかったか」と発言した。同年6月16日にはブログで、ウクライナが戦闘を続けることで世界的な物価の上昇が起きているとして撤退を主張した。インターネット上では鈴木への批判が殺到し、セルギー・コルスンスキー駐日ウクライナ特命全権大使からも抗議されている。
2023年10月1日から5日の日程で、ロシアを訪問した。2022年2月にロシアがウクライナ侵攻を開始して以来、日本の国会議員の訪露が明らかになるのは初めて。同月2日、ロシア外務省はアンドレイ・ルデンコ外務次官が鈴木と会談したと発表した。鈴木はロシアに、北方領土元島民の墓参や漁業の安全操業を求めてきたが日本維新の会の藤田文武幹事長は、党内ルールで定めた海外渡航の際の党への届出がなかったとして、鈴木の処分を検討する考えを示した。3日、訪問先のモスクワで記者団に対し「こういう時こそ対話が必要だという思いでやってきた」と説明。維新への訪露の事前連絡については「秘書の手続きが遅れた」と弁明した。また、ロシア国営通信社スプートニクに「特別軍事作戦が継続されているが、ロシアの勝利、ロシアがウクライナに対して屈することがない。」「ここは何の懸念もなく、100%確信を持って、私はロシアの未来、ロシアの明日を私は信じており、理解をしている」と話している様子が報道された。
2023年10月6日、この無断渡航および訪露中の発言を受けて、日本維新の会は鈴木の除名処分を検討していたが鈴木が離党届を出し受理され無所属となった。

## 北朝鮮・朝鮮総連との関係
親露派と報道されるが、2002年小泉政権時代の北朝鮮による拉致被害者5人奪還後に明らかにされたが、北朝鮮と友好関係があり、支援に熱心であった。
1998年秋の自民党外交部会では、「宗男チルドレン」の若手議員らと共に北朝鮮支援を要求し、彼らは部会内の高市早苗、平沢勝栄ら国益に反するとの支援反対派議員の発言を大声で遮ったり、袖をつかむなどで物理的にも阻止し、日本政府保有の50万トン米を送付することを実現させた。2000年3月に、38億4000万円相当の米10万トン、同年10月に約1億6000万ドル相当の米50万トンが北朝鮮へ送られた。2000年の50万トンの援助米は「一部の政治家の強い押しで決定した」ものであり、WFP(国際連合世界食糧計画)が北朝鮮支援枠で要請していた量が、日本以外の全世界も含めて19万5000トンだったのにもかかわらず、日本単独で世界へ要請された量を大きく上回る援助を行ったことには、「不思議以外の何ものでもない。」と批判されている。そもそも日本政府の弁済要求にもかかわらず、1995年に北朝鮮へ送付した有償35万トンの元本どころか利子さえも、2018年時点でも支払われていない。
2022年の朝鮮総連による全体大会に来賓参加し、「お役に立ちたい」と述べている。立憲民主党の源馬謙太郎衆院議員、社民党の服部良一幹事長も出席し、挨拶した。鈴木は招待されながらも出席を断った人たちに触れ、過去にも自身は朝鮮総連の大会には出ていると述べている。鈴木宗男に対して、自民党からもロシアにだけでなく、北朝鮮の手下としても働くというのかと批判がされた。

## 議員連盟
- 感染対策を資材と方法から考える超党派議員連盟に所属し、空間除菌を推進。
- 死刑廃止を推進する議員連盟の発足以来からのメンバーである[122]。
- 日韓議員連盟 副会長[123]
- アイヌ政策を推進する議員の会
- 人権外交を超党派で考える議員連盟 [124]

## 主な役職
- 新党大地代表
- 新党大地・真民主代表
- 八角部屋後援会会長
- ガーナ共和国議員連盟会長
- ガボン共和国議員連盟会長
- カメルーン共和国議員連盟会長
- ギニア共和国議員連盟会長
- ケニア共和国議員連盟会長
- コンゴ民主共和国議員連盟会長
- ザンビア共和国議員連盟会長
- ジンバブエ共和国議員連盟会長
- コートジボワール議員連盟会長
- ナイジェリア連邦共和国議員連盟会長
- ブルキナファソ議員連盟会長
- ブルンディ共和国議員連盟会長
- ボツワナ共和国議員連盟会長
- モーリタニア・イスラム共和国議員連盟会長
- モザンビーク共和国議員連盟会長
- ルワンダ共和国議員連盟会長

## TV出演
- 西部邁ゼミナール（TOKYO MX）

| タイトル                             | 放送日       |
| ------------------------------------ | ------------ |
| 宗男よ、北海道を背負って単独決起せよ | 2009年3月7日 |
- しくじり先生 俺みたいになるな!! （テレビ朝日、2015年5月11日） - 「仕事を優先して家族との時間が持てず、子どもに怖がられちゃった先生」として出演。
- 朝まで生テレビ
- サンデープロジェクト

## 選挙歴
| 当落 | 選挙                     | 執行日         | 年齢 | 選挙区                   | 政党         | 得票数     | 得票率 | 定数 | 得票順位 /候補者数 | 政党内比例順位 /政党当選者数 |
| ---- | ------------------------ | -------------- | ---- | ------------------------ | ------------ | ---------- | ------ | ---- | ------------------ | ---------------------------- |
| 当   | 第37回衆議院議員総選挙   | 1983年12月18日 | 36   | 旧北海道5区              | 無所属       | 6万7436票  | 10.4%  | 5    | 4/9                | /                            |
| 当   | 第38回衆議院議員総選挙   | 1986年07月06日 | 39   | 旧北海道5区              | 自由民主党   | 9万3855票  | 14.2%  | 5    | 4/8                | /                            |
| 当   | 第39回衆議院議員総選挙   | 1990年02月18日 | 43   | 旧北海道5区              | 自由民主党   | 8万9654票  | 13.2%  | 5    | 5/8                | /                            |
| 当   | 第40回衆議院議員総選挙   | 1993年07月18日 | 46   | 旧北海道5区              | 自由民主党   | 8万5201票  | 13.7%  | 5    | 5/9                | /                            |
| 比当 | 第41回衆議院議員総選挙   | 1996年10月20日 | 48   | 比例北海道（北海道13区） | 自由民主党   | 5万5491票  | 28.4%  | 9    | 2/4                | 1/3                          |
| 当   | 第42回衆議院議員総選挙   | 2000年06月25日 | 52   | 比例北海道               | 自由民主党   |            |        | 8    | /                  | 1/2                          |
| 落   | 第20回参議院議員通常選挙 | 2004年07月11日 | 56   | 北海道選挙区             | 無所属       | 48万5382票 | 17.5%  | 2    | 4/7                | /                            |
| 当   | 第44回衆議院議員総選挙   | 2005年09月11日 | 57   | 比例北海道               | 新党大地     |            |        | 8    | /                  | 1/1                          |
| 当   | 第45回衆議院議員総選挙   | 2009年08月30日 | 61   | 比例北海道               | 新党大地     |            |        | 8    | /                  | 1/1                          |
| 落   | 第48回衆議院議員総選挙   | 2017年10月22日 | 69   | 比例北海道               | 新党大地     |            |        | 8    | /                  | 1/0                          |
| 当   | 第25回参議院議員通常選挙 | 2019年07月21日 | 71   | 比例区                   | 日本維新の会 | 22万742票  | 32.0%  | 50   | 1/14               | 1/5                          |
| 当   | 第27回参議院議員通常選挙 | 2025年07月20日 | 77   | 比例区                   | 自由民主党   | 13万2633票 |        | 50   | 12/31              | 12/12                        |

## 著書
- 『世界が変わる日本が変わる : これからの日本外交と国際貢献を考える』講談社、1992年4月15日。ISBN 4062058588。
- 『宗男の言い分』 （飛鳥新社、2002年）ISBN 4870315130 〈インタビュー集 聞き手歳川隆雄・二木啓孝〉
- 『反乱』 （ぶんか社、2004年）ISBN 4821108690
- 『100%ムネオマガジン―鈴木宗男、とことん丸裸』 （イーストプレス、2005年）ISBN 4872576217
- 『闇権力の執行人』 （講談社、2005年）ISBN 4062129213 - 2007年文庫化。
- 『鈴木宗男の国会質問主意書 全255本』（にんげん出版、2006年）ISBN 493134416X
- 『北方領土「特命交渉」』 （講談社、2006年、佐藤優との共著）ISBN 406213666X - 2007年文庫化。
- 『反省 私たちはなぜ失敗したのか?』 （アスコム、2007年、佐藤優との共著）ISBN 4776204355
- 『ムネオ流マラソン術 ~仕事人間でも走れる42・195 km~』 （講談社、2008年、鈴木彰監修）ISBN 4062146738
- 『汚名 国家に人生を奪われた男の告白』（講談社、2009年）ISBN 9784062151061 - 2010年文庫化、『汚名 検察に人生を奪われた男の告白』に改題。
- 『政治の修羅場』（文藝春秋、2012年）ISBN 9784166608645
- 『ムネオの遺言 逆境から立ち上がる37の方策』（講談社、2015年）ISBN 9784062197502